# Otto Wanz
Otto Wanz (Graz, 13 giugno 1943 – Graz, 14 settembre 2017) è stato un wrestler e pugile austriaco.
Nell'ultimo periodo della sua vita ha organizzato competizioni di Strongest Man con la CWA, che lui stesso ha fondato. È stato uno dei pochi wrestler ad aver alzato André the Giant.

## Carriera nel wrestling
Nato in Austria il 13 giugno 1943, Wanz esordì nel wrestling nel 1968 nella sua terra natia. In seguito si recò in Giappone dove lottò con il ring name "Bulldog" Otto principalmente nella New Japan Pro-Wrestling (NJPW).
Nei primi anni settanta fondò la Catch Wrestling Association (CWA). Il 2 agosto 1977 Wanz sconfisse Jan Wilkens nel corso di uno show a Città del Capo, Sudafrica, diventando il primo detentore della cintura CWA World Heavyweight Championship. Nel corso dei successivi due anni Wanz difese il titolo in Austria e Germania in svariate occasioni, prima di perderlo contro Don Leo Jonathan a Johannesburg. Nel rematch con Jonathan svoltosi a Graz in Austria, riuscì a riconquistare la cintura per la seconda volta. In Germania, lottò anche con André the Giant e fu uno dei pochi lottatori che riuscì a sollevarlo.
Mentre si trovava negli Stati Uniti durante una tournée nel 1982, lavorò per la American Wrestling Association (AWA) di Verne Gagne. Nella federazione riuscì a sconfiggere il campione AWA World Heavyweight Champion Nick Bockwinkel conquistando il titolo il 29 agosto 1982. Il suo regno durò 41 giorni fino a quando Bockwinkel riconquistò la cintura sconfiggendolo il 9 ottobre dello stesso anno.
Tornato nella CWA, Wanz trascorse diversi anni come campione della federazione fino al 22 marzo 1987 quando Bull Power lo sconfisse strappandogli la cintura. Wanz riconquistò il titolo qualche mese dopo per poi essere nuovamente sconfitto da Bull Power nel 1989. Il 30 giugno 1990 Wanz conquistò il titolo CWA Championship per la quarta volta. Al termine del match, si ritirò dal ring per concentrarsi sull'attività di promotore per la CWA.

## Vita privata
Prima di diventare un wrestler professionista, Wanz era un pugile, e vinse due titoli in Austria. Arnold Schwarzenegger ha citato Wanz come una delle sue influenze circa la carriera nel bodybuilding.
Wanz è deceduto il 14 settembre 2017 all'età di 74 anni.

## Personaggio
Mossa finale
- Big Otto Splash

## Titoli e riconoscimenti
Pro Wrestling Illustrated
- 135º tra i 500 migliori wrestler singoli nella "PWI Years" (2003)

American Wrestling Association
- AWA World Heavyweight Championship (1)[4][7][8]

Catch Wrestling Association
- CWA World Heavyweight Championship (4)[5][6]